# Ленинградская (река)
Ленинградская — река в Красноярском крае России на полуострове Таймыр. Река была открыта и описана в 1946 году при исследовании северного побережья Таймыра, названа в честь города Ленинграда (Санкт-Петербург). Населённых пунктов на реке нет.

## Физико-географическая характеристика
Площадь водосборного бассейна реки составляет 11 900 км², длина — 275 км. Бассейн реки располагается в северной части Таймырского полуострова с континентальным субарктическим климатом с длительной холодной зимой и коротким прохладным летом. При ежегодной норме осадков от 200 до 350 мм, снежный покров держится около 250 дней.
Река берёт начало в восточной части гор Бырранга, в верхнем течении протекает в западном направлении, далее до устья — в северном. В верхнем течении имеет характер горной реки, в нижнем и среднем течении протекает по достаточно широкой песчаной пойме с меандрирующим руслом.
При впадении в залив Толля Карского моря формирует эстуарий или лиман протяжённостью около 35 км, который соединяется с морем узкой протокой шириной не более 200 м и длиной около полукилометра. В разных источниках и на разных картах эстуарий реки Ленинградской называется бухтой Гафнер-Фьорд или Ленинградской губой. К юго-востоку от эстуария расположено крупное пойменное озеро, размерами примерно 5×10 км, которое называется Рыбным заливом, соединено с рекой несколькими протоками и формирует таким образом небольшую речную дельту. Во время весенних паводков в июне в проливе на выходе из эстуария возникают ледовые заторы, что приводит к повышению уровня воды и к затоплению большей части дельты и поймы реки в её нижнем течении.
Основными притоками Ленинградской являются реки Жданова, Бырранга (правые) и Прямая, Баркова, Заозёрная, Степаново Ущелье, Врезанная (левые). В эстуарий Ленинградской также впадают несколько небольших рек — реки Изменчивая, Болотная, Меандр, Удобная и другие. К востоку бассейн реки ограничен бассейном реки Кельха, к западу — бассейном Нижней Таймыры. Река Ленинградская считается юго-западной границей полуострова Челюскин и отделяет его от Таймырского полуострова.